# Christophe Salomon (auteur)
Pour les articles homonymes, voir Christophe Salomon et Salomon.
Christophe Salomon, dit Cric ou Chric, est un scénariste et dessinateur de bande dessinée né à Grenoble le 13 juin 1963, et mort le 19 juin 2020.

## Biographie

### Scolarité
En 1973, il écrit et dessine une première bande dessinée et, dès 1975, il devient un lecteur assidu de Métal Hurlant. Au lycée, il hésite entre deux métiers possibles : l'archéologie ou la bande dessinée.

### Carrière

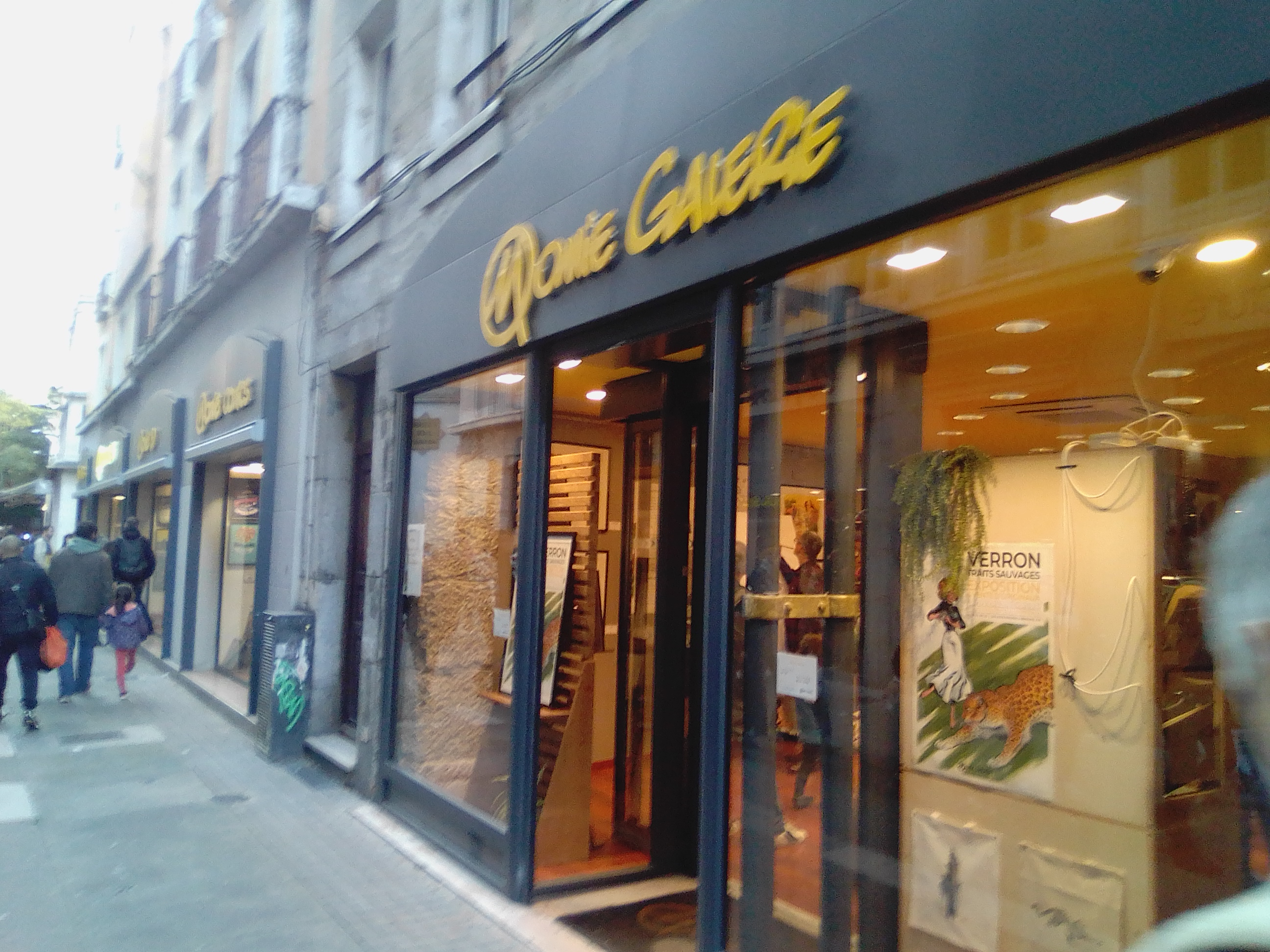
Entrée de la galerie de la librairie Momie, rue Lafayette à Grenoble.

En 1981, après avoir obtenu un bac de philo-arts plastiques, il tente vainement de s'imposer comme dessinateur et auteur de BD. Parallèlement à ses activités de libraire et d'éditeur, il écrit des histoires dont le Récit d'un Siècle oublié, un scénario mis en images par Phil Castaza et sorti en album en 1998 (Ed. Le Téméraire).En 2001, il publie K, une jolie comète sous le pseudo de Flip avec Efix aux éditions « Petit à petit », puis en 2004 Lieutenant Kate et enfin Autour de Kate en 2009. Avec Laurent Verron au dessin, Cric a participé à plusieurs ouvrages collectifs : Comix 2000 en 2000 (Ed. L'Association), Édith Piaf en 2001 et Léo Ferré en 2002 (Vent d'Ouest).
C'est lui qui commente avec humour, les instantanés graphiques pris Au fil du zinc par le dessinateur d'Odilon Verjus pour la nouvelle collection « Petits Délires » paru aux éditions du Lombard. Ils enchaîneront un deuxième album, dans la même collection deux ans plus tard : Tête de gondole. Les deux copains continueront leur collaboration à travers plusieurs albums, dont Boule et Bill.
Il est, en outre, le cofondateur (avec Patrick Corbet) de la librairie spécialisée de bande dessinée grenobloise « Momie Folie », lancée en 1985 à Grenoble et première librairie du réseau Momie qui comprend plus de 50 boutiques réparties dans toute la France.

### Œuvres
Son œuvre mélange à la fois personnages de la pop culture, influences de la peinture moderne et création de paysages connus ou fantasmés . 
- Récits d’un siecle oublié, 1 vol., 2002 (Dessins Phil Castaza) / Édition Le Téméraire[4].
- Autour de Kate, Edition petit à petit
- Fugitifs sur Terra II, 5 vol., 2009-2012 (Dessins Laurent Verron) / Edition Dargaud[5].
- Boule et Bill, Tomes 31 à 36 (Dessins Laurent Verron), Edition Dargaud